# 米拉杜
米拉杜（法語：Miradoux，法語發音：[miʁadu]）是法国热尔省的一个市镇，位于该省北部偏东，属于孔东区和热尔洛马涅市镇公共社区的一部分。

## 地理
米拉杜（43°59'52"N, 0°45'21"E）面积34.58 平方千米，位于法国奧克西塔尼大區热尔省，该省份为法国西南部内陆省份，北起顺时针与洛特-加龙省、塔恩-加龙省、上加龙省、上比利牛斯省、大西洋比利牛斯省和朗德省接壤。
与米拉杜接壤的市镇（或旧市镇、城区）包括：格拉蒙、拉沙佩勒、马尔萨克、普帕、锡斯泰勒、卡斯泰阿鲁伊、弗拉马朗、然布雷德、佩尔卡沃、普略、圣梅尔。
米拉杜的时区为UTC+01:00、UTC+02:00（夏令时）。

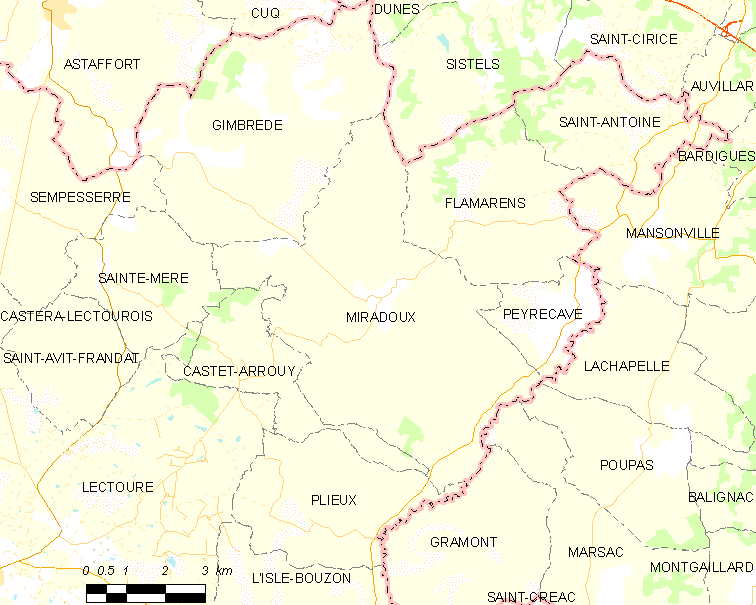
米拉杜的OSM定位图

## 行政
米拉杜的邮政编码为32340，INSEE市镇编码为32253。

## 政治
米拉杜所属的省级选区为莱克图尔-洛马涅县。

## 交通
热尔省省道D19线、D23线、D40线、D245线、D281线和D953线等经过米拉杜境内。

## 人口

1962-2008年间米拉杜人口变化图示

米拉杜于2022年1月1日时的人口数量为532人。